# Torneo di Wimbledon 1930
Il Torneo di Wimbledon 1930 è stata la 50ª edizione del Torneo di Wimbledon e terza prova stagionale dello Slam per il 1930. Si è giocato sui campi in erba dell'All England Lawn Tennis and Croquet Club di Wimbledon a Londra in Gran Bretagna. Il torneo ha visto vincitore nel singolare maschile lo statunitense Bill Tilden che ha sconfitto in finale in 3 set il connazionale Wilmer Allison con il punteggio di 6–3 9–7 6–4. Nel singolare femminile si è imposta la statunitense Helen Wills Moody che ha battuto in finale in 2 set la connazionale Elizabeth Ryan. Nel doppio maschile hanno trionfato Wilmer Allison e John Van Ryn, il doppio femminile è stato vinto dalla coppia formata da Helen Wills Moody e Elizabeth Ryan e nel doppio misto hanno vinto Elizabeth Ryan con Jack Crawford.

## Risultati

### Singolare maschile
Bill Tilden ha battuto in finale  Wilmer Allison con il punteggio di 6–3 9–7 6–4

### Singolare femminile
Helen Wills Moody ha battuto in finale  Elizabeth Ryan con il punteggio di 6–2, 6–2

### Doppio maschile
Wilmer Allison /  John Van Ryn hanno battuto in finale  John Doeg /  George Lott con il punteggio di 6–3, 6–3, 6–2

### Doppio femminile
Helen Wills Moody /  Elizabeth Ryan hanno battuto in finale  Edith Cross /   Sarah Palfrey con il punteggio di 6–2, 9–7

### Doppio misto
Elizabeth Ryan /  Jack Crawford hanno battuto in finale  Hilde Krahwinkel /  Daniel Prenn con il punteggio di 6–1, 6–3